# Телепринтер
Телепринтер је електрична писаћа машина која је путем телекс мреже, слично фиксној телефонији, могла да остварује везе са другим телепринтерима. Телепринтер је везан као и телефон на бакарне парице.

## Опис
Телепринтер, поред класичне тастатуре, која је веома слична тастатури писаће машине, има и неколико додатних знакова. Неки телепринтери су имали и округли бројчаник идентичан бројчаницима (обртним) на старијим типовима фиксних телефона. Телепринтери су имали и бушач/читач папирне траке на којој се наносила бушењем – ишчитавала порука.
Током рада били су прилично бучни, како од тастера тако и од електричних мотора, којих је било више у самом телепринтеру.
Брзина преноса је била до 200 слова (алфанумерика) у минуту.
У Југославији је био популаран од седамдесетих година 20. века (када му је цена довољно пала да су могла да га набаве средња предузећа) до деведесетих када су га нове технологије бациле у историју.
Пре тога су га највише користиле новинске агенције.
Сваки телепринтер је имао свој позивни број али и словни додатак ради лакше идентификације.
Примера ради, један телепринтерски број је могао имати изглед типа 12345 YU EI VF
(овакав одзивник је имала једна фабрика у склопу Електронске индустрије у Југославији)

## Припрема поруке
Папирна трака ширине 2,5 cm би се убацила у бушач траке и онда би се као на класичној машини писао текст. На листу папира (који је такође био на ролни)добијао би се текст ради контроле, а истовремено се добијала и перфорирана папирна трака.

## Успостављање везе
Веза се успостављала бирањем броја траженог телепринтера (за међународни саобраћај постојали су и префикси као и у телефонији). Постојао је посебан тастер чијим притиском би се други телепринтер аутоматски представљао, тј. куцао свој број и словни запис. На тај начин се на почетку и крају сваке поруке проверавало да у току преноса није дошло до прекида везе. Наравно, то је било могуће урадити у било ком моменту.
По успостављању везе активирао би се читач перфориране траке те је следио пренос. Веза се завршавала поновном провером идентификације између два телепринтера и раскидом везе.

## Занимљивости везане за телепринтер.
Две телепринтерсткиње су могле да воде разговор преко телепринтера идентично данашњем интернет ћаскању (четовању). Текст је уместо на екрану био на папиру (мада су последње верзије телепринтера имале и екран)
Пошто су оба телепринтера имала увек и папирну траку на којој се исписивао текст, текст послат телепринтером имао третман званичног документа јер су обе стране имале папирну потврду о послатом тексту. На пример за факс машине то није важило због могућих злоупотреба.
Ради успостављања поверења између Совјетског Савеза и САД шездесетих година 20. века успостављен је „црвени телефон“. У ствари то је била телепринтерска веза којојм су два председника у кризним ситуацијама могли да комуницирају. Интересантно је такође да је руска страна слала текстове на енглеском а америчка на руском да би се избегле грешке у превођењу.
Слање телеграма је било у ствари слање порука преко телепринтера. 
Током свога развоја постојали су механички, квази електронски и електронски телепринтери.
Телепринтере је у тадашњој Југославији производила Електронска индустрија по лиценци француске фирме „Сажем“. Југославија је тада (осамдесетих година 20. века) чак извозила телепринтере.
У филмовима, драматичне поруке, су биле на папиру телепринтера, где се појављивало слово по слово. Снимак је увек био у гро плану.

## Галерија
- Телепринтер у дрвеном кућишту
- Телепринтер Оливетти
- Телепринтер Сименс из 1970
- Siemens Blattschreiber M 1933